# Riot City Blues Tour
Riot City Blues Tour è il primo DVD dei Primal Scream. Pubblicato il 6 agosto 2007, documenta l'esibizione del gruppo musicale britannico all'Hammersmith Apollo di Londra del novembre 2006, una delle date del tour di promozione dell'album Riot City Blues.
I contenuti speciali comprendono 13 video musicali del gruppo e un'intervista al cantante Bobby Gillespie e al bassista Gary "Mani" Mounfield.

## Tracce
1. Accelerator
2. Dolls
3. Jailbird
4. Shoot Speed Kill Light
5. Suicide Sally & Johnny Guitar
6. Burning Wheel
7. When the Bomb Drops
8. Hole In My Heart
9. The 99th Floor
10. Medication
11. Rise
12. Swastika Eyes
13. Country Girl
14. Rocks
15. Damaged
16. Loaded
17. Movin On Up
18. Kick Out The Jams

## Contenuti speciali

### Video
- Loaded
- Come Together
- Movin' On Up
- Rocks
- Jailbird
- Swastika Eyes
- Kill All Hippies
- Accelerator
- Miss Lucifer
- Autobahn 66
- Some Velvet Morning
- Country Girl
- Dolls